# FC Zaria Bălți
Az FC Zaria Bălți (ex-FC Olimpia Bălți) moldáv labdarúgócsapat, székhelye az ország középső részén, Bălți városában található. Jelenleg a Divizia Națională, a Moldáv első osztályban szerepelnek.

## Jelenlegi játékosok
| #  |         | Poszt | Név                |
| -- | ------- | ----- | ------------------ |
| 1  | Moldova | K     | Denis Kristofovich |
| 2  | Moldova | V     | Nikolay Orlovski   |
| 3  | USA     | V     | Leonid Scharf      |
| 4  | Ghána   | CS    | Erik Eshanu        |
| 5  | Ukrajna | V     | Sergey Litvinchuk  |
| 6  | Moldova | KP    | Serghey Tanurkov   |
| 7  | Ukrajna | KP    | Vitali Lilyk       |
| 8  | Moldova | KP    | Maksim Repinetsky  |
| 9  | Moldova | V     | Georgi Ovsyannikov |
| 10 | Moldova | KP    | Aleksandr Patraman |
| 11 | Moldova | KP    | Yuri Cernikh       |
| 12 | Ukrajna | K     | Evgeni Bakhurinski |

| #  |         | Poszt | Név               |
| -- | ------- | ----- | ----------------- |
| 13 | Ukrajna | CS    | Vasili Rybak      |
| 14 | Ghána   | KP    | Seydi Murtayla    |
| 15 | Ukrajna | KP    | Oleg Tursky       |
| 16 | Ghána   | V     | Enokh Braymakh    |
| 18 | Moldova | CS    | Dmitri Gritskan   |
| 19 | Moldova | V     | Aleksey Goncharov |
| 20 | Ukrajna | KP    | Sergey Bronnikov  |
| 21 | Moldova | V     | Evgeni Ogorodnik  |
| 22 | Ukrajna | V     | Dmitri Kuznetsov  |
| 23 | Ghána   | KP    | Edem Adzi         |
| 25 | Moldova | KP    | Vitali Andriyesh  |